# Richard Yator
Richard Yator Kimunyan (* 6. April 1998) ist ein kenianischer Langstreckenläufer.

## Sportliche Laufbahn
Erste Erfahrungen bei internationalen Meisterschaften sammelte Richard Yator 2015 bei den Jugendafrikameisterschaften in Réduit, bei denen er im 3000-Meter-Lauf in 7:56,33 min die Silbermedaille gewann. Anschließend siegte er bei den Jugendweltmeisterschaften in Cali in 7:54,45 min und gewann bei den Commonwealth Youth Games in Apia in 7:59,78 min die Silbermedaille. Bei den Crosslauf-Weltmeisterschaften 2017 in Kampala gewann er nach 22:52 min die Bronzemedaille in der U20-Wertung und sicherte sich in der Teamwertung die Silbermedaille hinter Äthiopien. Zwei Jahre später gelangte er bei den Crosslauf-Weltmeisterschaften 2019 in Aarhus in 32:51 min Rang 13 und sicherte sich in der Teamwertung die Silbermedaille hinter Uganda. Anschließend nahm er erstmals an den Afrikaspielen in Rabat teil und gewann dort in 13:31,41 min die Bronzemedaille hinter seinen beiden Landsleuten Robert Kiprop und Edward Pingua Zakayo.

## Persönliche Bestzeiten
- 3000 Meter: 7:45,78 min, 30. Juni 2019 in Palo Alto
- 5000 Meter: 12:59,44 min, 31. August 2018 in Brüssel
- 10.000 Meter: 27:01,42 min, 19. September 2020 in Kumagaya